# ザ・包丁人
『ザ・包丁人』（ザ・ほうちょうにん）は、1993年4月4日から1994年3月27日まで、朝日放送制作により、テレビ朝日系列局で毎週日曜 9:30 - 10:00 （JST）に放送されていた料理番組である。
その名の通り、毎回著名な料理人たちが包丁を使い、旬の食材を調理する模様を放送。オープニングでは書道家が大きな半紙の上に立ち、大きな筆で「ザ・包丁人」と大書する演出が取られていた。

## 放送局
| 放送対象地域   | 放送局           | 系列           | 備考               |
| -------------- | ---------------- | -------------- | ------------------ |
| 近畿広域圏     | 朝日放送         | テレビ朝日系列 | 制作局             |
| 関東広域圏     | テレビ朝日       | テレビ朝日系列 |                    |
| 北海道         | 北海道テレビ     | テレビ朝日系列 |                    |
| 青森県         | 青森朝日放送     | テレビ朝日系列 |                    |
| 宮城県         | 東日本放送       | テレビ朝日系列 |                    |
| 秋田県         | 秋田朝日放送     | テレビ朝日系列 |                    |
| 山形県         | 山形テレビ       | テレビ朝日系列 | [ 1 ]              |
| 福島県         | 福島放送         | テレビ朝日系列 |                    |
| 新潟県         | 新潟テレビ21     | テレビ朝日系列 |                    |
| 長野県         | 長野朝日放送     | テレビ朝日系列 |                    |
| 静岡県         | 静岡朝日テレビ   | テレビ朝日系列 | [ 2 ]              |
| 石川県         | 北陸朝日放送     | テレビ朝日系列 |                    |
| 中京広域圏     | 名古屋テレビ     | テレビ朝日系列 |                    |
| 広島県         | 広島ホームテレビ | テレビ朝日系列 |                    |
| 山口県         | 山口朝日放送     | テレビ朝日系列 | 1993年10月開局から |
| 香川県・岡山県 | 瀬戸内海放送     | テレビ朝日系列 |                    |
| 福岡県         | 九州朝日放送     | テレビ朝日系列 |                    |
| 長崎県         | 長崎文化放送     | テレビ朝日系列 |                    |
| 熊本県         | 熊本朝日放送     | テレビ朝日系列 |                    |
| 大分県         | 大分朝日放送     | テレビ朝日系列 | 1993年10月開局から |
| 鹿児島県       | 鹿児島放送       | テレビ朝日系列 |                    |